# Pallenopsis creekiana
Pallenopsis creekiana is een zeespin uit de familie Pallenopsidae. De soort behoort tot het geslacht Pallenopsis. Pallenopsis creekiana werd in 1975 voor het eerst wetenschappelijk beschreven door Larramendy. 